# 204
204 (CCIV na numeração romana) foi um ano bissexto do século III do Calendário Juliano, da Era de Cristo, teve início a um domingo  e terminou a uma segunda-feira, as suas letras dominicais foram A e G (52 semanas)
| Ano completo                       |
| ---------------------------------- |
| Ano bissexto com início ao domingo |